# Plocopsylla pallas
Plocopsylla pallas är en loppart som först beskrevs av Rothschild 1914.  Plocopsylla pallas ingår i släktet Plocopsylla och familjen Stephanocircidae. Inga underarter finns listade i Catalogue of Life.